# Пізні скіфи

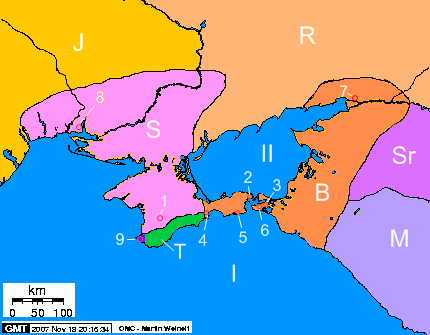
Північне Причорномор'я у II ст. до н. е.
Мала Скіфія в Криму і Нижньому Подніпров'ї
Боспорське царство
Язиги
Роксолани
Сіраки
Меоти
Таври

Мала Скіфія у Добруджі III—II ст. до н. е.
(заштрихована область)

Пізні скіфи — період та археологічна культура, що датуються III ст. до н. е. — серединою III ст. н. е. та в загальних рисах є синхронні сарматській добі.

## Пізньоскіфські пам'ятки
На початку III ст. до н. е. раптово та дуже швидко зникла степова Скіфія. На більшій частині території сучасної України скіфських пам'яток, що датуються пізнішим часом, немає. Вони відомі лише у пониззях Дунаю і Дністра та у сусідній Молдові. Біля сіл Чобручі та Глинне досліджено пам'ятки, що є перехідними від класичної до пізньоскіфської культури, — Чобруцьке поселення та кургани Тираспольської групи другої половини III — середини II ст. до н. е.
Для відтворення перших етапів пізньоскіфської історії виняткового значення набувають писемні, епіграфічні та нумізматичні джерела. Перші відомості про пізньоскіфські об'єднання надає Страбон у своїй «Географії». За ним, «вся ця країна (Крим), а також, мабуть, область за перешийком до Борисфену звалася Малою Скіфією. Внаслідок великої кількості переселенців, які переправлялися звідси за ріки Тірас (Дністер) та Істр (Дунай) і населяли ту країну, значна частина її також одержала назву Малої Скіфії…». Отже, за Страбоном, існувало дві Малі Скіфії — кримська, до якої він приєднав і нижньодніпровські городища, та придунайська.
Пізньоскіфські археологічні пам'ятки групуються у трьох регіонах сучасної України: вздовж обох берегів Дніпра у його нижній течії від Нікополя до Херсона, в пониззях Дністра та у передгірському Криму. Вони складають дві головні категорії:
- городища і поселення та
- могильники.

Столицею пізньоскіфського царства у Криму було місто Неаполь Скіфський на території сучасного Сімферополя.
Пізньоскіфське населення з'явилося в Нижньому Подністров'ї в І ст. н. е. Це були переселенці з нижньодніпровських городищ, що прийшли сюди під тиском сарматів. Можливо, саме їх стосуються згадані слова Страбона про «велику кількість переселенців, які переправлялися звідси (тобто, з кримської та нижньодніпровської Малої Скіфії) за Тірас та Істр і населяли ту країну».
Історія пізньоскіфського населення Нижнього Дніпра відома обмежено. Городища на цій території були зведені наприкінці II ст. до н. е. здебільшого на місці скіфських городищ IV ст. до н. е. Клавдій Птолемей у II ст. н. е. перелічив по обох берегах Дніпра «міста»: Азагарій, Амадока, Сар, Серім, Сарон та Метрополь (Ptol., ІІІ, V, 2). Певно, він мав на увазі нижньодніпровські пізньоскіфські городища.
Їх відомо 18 (дванадцять на лівому і шість на правому берегах біля сіл Саблуківка, Золота Балка, Ганнівка, Червоний Маяк, Миколаївка, Козацьке, Гаврилівка, Любимівка та ін.). Городища засновували на вигідних у стратегічному відношенні мисах берегів Дніпра або його приток. З напільного боку вони захищалися валом та ровом, з інших боків — глибокими ярами та Дніпром. Загальна площа городищ від 8 до 35 га.
З якихось причин життя на більшості нижньо-дніпровських городищ урвалося на початку II ст. н. е. Цікаво, що слідів насильницького знищення городищ (руїн, згарищ тощо) не виявлено. Складається враження, що населення водночас покинуло городища й пішло геть, однак не все. На місці залишилися мешканці городищ Червоний Маяк та Миколаївка. Принаймні, на могильниках цих городищ наприкінці II ст. н. е. — в першій половині III ст. н. е. відновлюються поховання. З середини III ст. н. е. пізні скіфи Нижнього Дніпра входять до готської держави Германаріха та стають одним із етнокультурних компонентів черняхівської культури. Нарешті, з гунською навалою в другій половині IV ст. н. е. уривається історія нижньодніпровської Малої Скіфії.
Значно більше фактів відомо нам з історії кримської Малої Скіфії. Її формування як державного об'єднання відбувалося протягом III ст. до н. е. Письмові джерела повідомляють нам про тривале протистояння в цей час скіфів та Херсонеса. В першій половині III ст. до н. е. вони нападали на територію херсонеської хори. Про напад варварів йдеться в херсонеському написі цього часу.
Полієн у І ст. н. е. переказав легенду про царицю сарматів Амагу, яка допомогла Херсонесові зняти скіфську облогу. І хоча точний час виникнення цієї легенди визначити не можна (традиційно вважається, що у ній йдеться про події ІІІ—ІІ ст. до н. е.), вона є доказом того, що скіфо-херсонеське протистояння тривало.
Страбон писав, що у скіфів є міста-фортеці Неаполь, Хабеї та Палакій. Пліній Старший у І ст. н. е. згадував шість міст у середній частині Криму: Оргокени, Харакени, Ассірани, Стактари, Акісаліти та Каліорди. Клавдій Птолемей у II ст. н. е. писав про такі населені пункти: Тафр, Тарона, Постигія, Пароста, Портакра, Біон, Сатарха, Баталій, Таз, Аргода, Тавана. Поки що впевнено ототожнений лише Неаполь Скіфський (городище Керменчік). Кермен-Кир або Булганак є, мабуть, Хабеї, Усть-Альмінське городище, можливо, — Палакій.
В Криму відомо принаймні 60 пізньоскіфських городищ та пов'язаних з ними селищ. Вони скупчені у передгір'ях центрального та південно-західного Криму (Кермен-Кир, Булганак, Кольчугіне, Усть-Альма, Алма-Кермен та ін.), дещо менше їх у східному та північно-західному Криму (Донузлавське, Беляус, Чайка та ін.). Найбільші за площею Усть-Альминське та Булганацьке городища (6 га), трохи менше за них городище Кермен-Кир (4 га). Площа інших не перевищує 1 га.
Найвищої могутності пізньоскіфське царство в Криму досягло за царя Скілура наприкінці II ст. до н. е. В цей час розбудовується столиця царства Неаполь Скіфський. Скілур встановив дружні зв'язки з Боспорським царством, про що свідчить знахідка в Пантікапеї жертовного стола (трапедзи), поставленого дочкою Скілура царівною Сенамотіс — дружиною знатного боспорянина Геракліда.
Можливо, між двома державами було укладено угоду. Скілур установив свій протекторат навіть над відносно далекою Ольвією, де карбувалися його монети. Отже, зміцнивши державу й забезпечивши її тили угодами, Скілур міг спокійно повернути зброю проти давнього ворога — Херсонеса.
Близько 114 р. до н. е. скіфи почали бойові дії нападом на поселення хори. Згодом вона була завойована, і скіфи обложили Херсонес. Херсонесити звернулися по допомогу до Мітрідата, і восени 113 р. до н. е. до Криму прибув його полководець Діофант. Він завдав поразки скіфам та виїхав до Боспорського царства. Наступного 112 р. скіфи відновили військові дії, скориставшись відсутністю в Криму Діофанта з військом. Скілур на той час помер, і влада перейшла до його сина Палака. Йому допомагали 50 тисяч роксоланських вершників на чолі з царем Тасієм. Але восени Діофант раптово дістався Криму, взяв захоплені скіфами Керкінітиду та Калос-Лімен і блискавичним ударом вщент розгромив Палака і Тасія.
Покінчивши зі скіфами, Діофант 111 р. до н. е. знову прибув до Пантікапея, щоб приєднати Боспор до держави Мітрідата. Але тут раптово спалахнув путч, який очолив скіф Савмак. Він був, імовірно, ватажком придворного війська, що складалося зі скіфських найманців. Боспорського царя Перісада V було вбито, а проти Діофанта «вчинено заколот». Однак йому пощастило втекти, і навесні наступного року він на чолі війська знову з'явився в Криму. Війська Діофанта взяли Феодосію та Пантікапей, Савмака було захоплено і відправлено до Понту, а Боспорське царство приєднано нарешті до держави Мітрідата.
Протягом першої половини І ст. н. е. скіфське об'єднання знову посилилося. Це посилення пов'язане з припливом до Криму сарматів. Культура скіфів цього часу дуже сарматизована, що свідчить про відчутне змішання цих двох народів. Неподалік від Херсонеса розташоване одне з найбільших городищ — Усть-Альминське, що ототожнюється з містом Палакій. Базуючись у ньому, скіфи, можливо, разом із сарматами (в одному херсонеському написі цього часу йдеться про якихось союзників), знов обложили Херсонес, який був змушений звернутися по допомогу до Риму.
63 р. н. е. намісник Мезії Тіберій Плавцій Сільван спорядив десант до Херсонеса, щоб «примусити царя скіфів зняти облогу», як написано в епітафії цьому вельможі. В Херсонесі був поставлений римський гарнізон, а неподалік засновано фортецю Харакс, де також розквартирувалися римські війська. Римська військова присутність стримувала войовничість скіфів та підривала їхню політичну силу. В II ст. н. е. вексиляцію ХІ Клавдієвого легіону розмістили на Усть-Альминському городищі, тобто просто в скіфському місті. Від цього часу скіфське об'єднання починає слабнути. Скіфи зазнали низку поразок від боспорських царів Савромата І (93—123 рр.), Котіса ІІ (123—132 рр.) та Савромата ІІ 193 р., а в першій половині III ст. н. е. опинилися на шляху готської навали до Криму. Частково скіфське населення увійшло до складу готської держави (Оюм), частково було асимільоване аланами.

## Державний устрій
Соціальний устрій пізньоскіфського суспільства значно відрізнявся від скіфського VII—IV ст. до н. е. Соціальну структуру пізньоскіфського середовища визначила зміна культурно-господарського типу та, відповідно, способу життя — від кочового та напівкочового скотарства скіфи перейшли до осілої економіки.
Всі види джерел свідчать про існування у пізніх скіфів розвинутої державної структури. На чолі держави стояв цар, влада якого була спадковою. З напису на постаменті однієї зі статуй, знайдених у Неаполі, відомо, що славетний цар Скілур був, у свою чергу, сином царя. Владу Скілура успадкував його син Палак. Мавзолей у Неаполі Скіфському був усипальницею не тільки царського роду, але й аристократії.
Строкатішою, з огляду на особливості поховального обряду, була середня ланка суспільства. У пізніх скіфів, на відміну від їхніх кочових предків VII—IV ст. до н. е. та сучасників-сарматів, зникла характерна для доби військової демократії категорія «народ-військо». Тепер основу війська складала постійна, але відносно нечисленна дружина, що формувалася з представників аристократичних родів та була зародком професійного війська.
Розвинені торговельні відносини — наслідок переходу до осілості та еллінізації — покликали до життя прошарок купців і торговців. Виокремлення ремесла в особливий вид виробництва призвело до формування ремісників. Наявність розвинених виробництв та масове будівництво не могло не викликати потреби у великій кількості робочих рук, яку на тодішньому рівні розвитку суспільства могло забезпечити тільки широке використання рабської праці. Це була ще одна суттєва відмінність пізньоскіфського суспільства від попереднього скіфського та сучасного йому сарматського.

## Господарство
Господарство пізніх скіфів визначалося їхнім осілим способом життя. Це була економіка з приблизно однаковою часткою скотарства та землеробства у виробництві. У череді переважала велика та дрібна рогата худоба, далі йшли коні, свині, знайдено також кістки віслюка, верблюда та собаки. Допоміжним джерелом видобування білкової їжі були полювання та рибальство.
Майже рівну зі скотарством частку в господарстві пізніх скіфів становило землеробство. Провідними культурами були пшениця, ячмінь, просо. Є дані про виноградарство та виноробство.
Суттєву роль у господарстві відігравали різноманітні ремесла: прядіння й ткацтво, шиття, лимарство, бронзоливарне виробництво, залізоплавильна та ковальська справи, каменярство.
Значне місце в економіці пізніх скіфів посідала торгівля з античними полісами — Ольвією, Херсонесом, Боспорським царством. Головними статтями скіфського експорту були продукти тваринництва — худоба, шкури. Одними з провідних статей імпорту, як і в усіх варварів, залишалися олія та вино, які ввозили в амфорах. Зважаючи на їхні типи, в елліністичний час найжвавіші торговельні зв'язки підтримувалися з Родосом, Херсонесом, Косом, Кнідом, Синопою, в римський — з містами Малої Азії та Північного Причорномор'я. Вплив еллінської культури позначився на ще одній статті імпорту — черепиці, що застосовувалася при будівництві. Як і сармати, пізні скіфи ввозили у великій кількості дорогий червонолаковий, червоноглиняний та скляний посуд, фібули, ювелірні вироби та предмети особистого вбрання. Головним торговельним контрагентом мешканців нижньодніпровських городищ була Ольвія, серед імпорту до кримської Скіфії переважають херсонеські, боспорські та малоазійські товари.

## Побут
Характерною рисою побуту пізніх скіфів була наявність стаціонарних поселень та городищ. Оборонні споруди складалися з земляних валів та кам'яних мурів, іноді з круглими чи квадратними вежами. Як правило, уздовж муру викопувався рів. Уся територія обмежена міськими мурами поділялася на окремі ділянки — квартали або садиби.
Наземні житла пізніх скіфів кількох типів: кам'яні будівлі, глинобитні на кам'яному фундаменті та каркасні, де основу створювали стовпи з плетеними стінами, обмазаними глиною. Під впливом античної архітектури садиби утворювали закритий прямокутник з кількох будинків, що розташовувався навколо спільного двору.
Неодмінною деталлю пізньоскіфської садиби були численні господарські ями для зберігання врожаю та зольники — місця складання золи з домашнього вогнища. Остання була священною — її не можна було просто викидати, вона підлягала складанню в спеціальному місці.
В житлових будинках містилися кам'яні або глиняні лежаки та лави. Підлога була земляною, іноді обмазаною глиною та посипаною вапняковою окрушиною. Будинки опалювалися печами, вогнищами та жаровнями.
Інтер'єр громадських споруд, палаців чи будинків заможних людей щедро прикрашався фресковим розписом, мармуровими або вапняковими рельєфами та статуями, присвятами богам тощо. Портали виконувалися в еллінському стилі, прикрашалися портиками та колонками.
Пізні скіфи носили довгі штани та сорочки з довгими рукавами. Поверх сорочки надягали каптан, що підперезувався поясом, застебнутим бронзовою або залізною пряжкою. На ньому підвішувалася зброя, ніж, точило. Штани вправлялися в короткі м'які чоботи. За головне вбрання правила висока шапка — каптур із гострим верхом. У холодну погоду одягався плащ, який застібався на плечі фібулою.
Жінки носили довгі сукні, поділ і рукави яких, а також чобітки, вишивали бісером та намистинами. До головного вбрання кріпилися скроневі підвіски. Як застібки й водночас прикраси використовувалися фібули різних типів. За особисті прикраси правили золоті, срібні або бронзові сережки, скроневі підвіски, персні та каблучки, браслети. Скіф'янки любили прикрашати себе скляними та кам'яними намистами, сукні заможних жінок гаптувалися золотом.

## Неаполь Скіфський— столиця Малої Скіфії
Столицею пізньоскіфської держави в Криму був Неаполь Скіфський, або Неаполіс (від грецького «нове місто»), одна з скіфських царських фортець в Криму. Звичайно, навряд чи скіфи назвали б одну з своїх фортець грецькою мовою. Швидше за все, греки чули назву цієї фортеці на скіфській мові і перетворили на зрозуміле ним слово «Неаполь».
За словами давньогрецького географа Страбона, фортецю Неаполь побудував знаменитий скіфський цар Скілур для того, щоб вона служила йому опорним пунктом в боротьбі проти греків. Ймовірно, це не зовсім так. Є підстави думати, що пізньоскіфські фортеці виникли набагато раніше за епоху Скілура (друга половина II ст. до н. е.), а Страбон лише спробував пов'язати відому йому фортецю з ім'ям знаменитого скіфського царя.
Більшість сучасних вчених ототожнює Неаполь з городищем Керменчик на околиці сучасного Сімферополя, на місці якого колись розташовувалася столиця пізньоскіфського царства. Розкопки на цьому городищі ведуться з 1827 р., коли відомий любитель старовини Султан-Крим-гірей Олександр Іванович звернув увагу на дві плити: на одній було висічено зображення вершника, а на іншій — напис на давньогрецькій мові, що вивозилися на завантаженій каменем підводі з урочища Керменчик. Про знахідку стало відомо вченим. Так було зроблено сенсаційне відкриття столиці пізньоскіфської держави.
Місто (площею близько 20 га) було розташоване вельми вдало: територія представляє трикутник, звернений до півночі, з північного сходу природний захист — Петровські скелі, що круто обриваються, на заході — глибока труднодоступна балка, по лінії обриву якої потужні мури (до 12 м завтовшки) з баштами. В результаті археологічного дослідження у наш час відкриті головні ворота міста і південна оборонна стіна. Поза мурами містилися передмістя, некрополь з кам'яними та земляними склепами. У правильному плануванні частини міста, що прилягала до центральної брами та головної вулиці, відчувається грецький вплив. Видовжені прямокутні будинки складалися з головного приміщення, де було вогнище, і сіней. Більшість же будівель, особливо на околицях, були землянками, напівземлянками, круглими в плані, житлами типу юрт, пристосованими для осілого життя.
Особливий інтерес представляє скіфський мавзолей, багатство поховань якого нагадувало гробниці великих курганів. Відомий антрополог Герасимов Михайло Михайлович відновив по черепу зовнішність покійного. Так була виявлена гробниця самого царя Скілура. Мавзолей — єдиний пам'ятник такого роду в скіфських поселеннях. Його місцезнаходження зайвий раз підтверджує значення Неаполя як економічного і культурного центру пізньоскіфської держави, столиці Малої Скіфії. Плити з рельєфами, зразки штукатурки з розписом, прикраси, намиста і предмети побуту, знайдені на Неаполі, зберігаються в музеях Москви і Санкт-Петербурга. Відомо, що тільки в мавзолеї було виявлено близько 1300 золотих прикрас. До початку 1990-х років була реконструйована велика Надвратна башта, від якої відкривається чудовий вигляд на місто і гори Головної гряди.

## Військова справа
Головною силою пізньоскіфського війська була, найімовірніше, піхота списоносців. На користь цього припущення свідчать часті знахідки вістер списів у могилах саме рядових членів суспільства, з одного боку, та досить рідкісні деталі кінської збруї, знайдені переважно в могилах знаті, з іншого. Про наявність у пізніх скіфів піхоти йдеться й у декреті на честь полководця Діофанта (кін. ІІ ст. до н.е.): «…бо з піхоти ніхто не врятувався, а з вершників вислизнуло лише небагато». Ймовірно, основа пізньоскіфської кінноти складалася з аристократичних дружин. Кіннота пізніх скіфів була легкоозброєною. Можливо, переважання клинкової зброї та стріл у могильниках Нижнього Дніпра (Золота Балка, Червоний Маяк, Миколаївка) відбиває більшу (у порівнянні з Кримом) питому вагу кінноти у війську цього регіону. Це й не дивно — городища Нижнього Дніпра перебували в постійному контакті зі степовиками-сарматами, і проти кінноти останніх була необхідна така ж ефективна зброя.
У комплексах ІІ—І ст. до н. е. знайдено списи та мечі. Повний набір озброєння пізньоскіфського знатного вершника виявлено у кам'яній гробниці царя Скілура у мавзолеї Неаполя Скіфського — три списи, чужоземні кельтський меч та грецький шолом, сагайдак зі стрілами. Пізньоскіфські воїни-дружинники цього часу мали повний комплект озброєння, що забезпечував як дистанційний (стріли), так і ближній (списи, мечі) бій.
Пізні скіфи користувалися мечами двох типів — з довгим клинком та руків'ям-штирем та з коротким клинком та кільцевим навершям. Останні були зброєю сусідів — сарматів.

## Культура
Як і сарматське, пізньоскіфське мистецтво було декоративно-прикладним. Але завдяки сильному впливові античної культури воно, певною мірою, набуло образотворчого характеру. В пам'ятках пізньоскіфського мистецтва помітні сарматські, кельтські, фракійські впливи, що зумовлено постійними контактами пізньоскіфського середовища з цими народами. Проте основа художньої культури пізніх скіфів залишалася місцевою.
Одним із проявів цього є самобутнє культурне явище — монументальна скульптура, яка майже повністю невідома сарматам або фракійцям і витоки якої лежать у скіфській монументальній пластиці V—IV ст. до н. е. Щоправда, підо впливом античного мистецтва її традиційне втілення — так звані «кам'яні баби», у пізніх скіфів здебільшого набули форми надгробних стел із рельєфами, хоча й традиційна «баба» теж існувала далі.
Справжніми шедеврами пізньоскіфської монументальної пластики є барельєфи царів Скілура та Палака. На одному з них зображені обидва царі, на іншому вирізьблений Палак верхи на коні. Сильна еллінська традиція не приховує, втім, певної спрощеності та примітивізму манери, що видає руку місцевого майстра.
Антропоморфні стели, якщо порівнювати їх зі скіфськими V—IV ст. до н. е., дещо спрощені, але на них традиційно вирізьблені головні атрибути персонажу — руки, ритони, зброя, спорядження. Надгробні стели мають дещо інший характер. За канонами античного мистецтва, вони зображують небіжчика верхи на коні, у двобої або перед олтарем, тобто вже у потойбічному світі. В стилі цих рельєфів відчувається фракійський або боспорський вплив.
Ще одним типом пам'яток пізньоскіфського образотворчого мистецтва є розписи скельних склепів Неаполя. Зображені на них вершники, сцена полювання або танцюристки ілюструють, очевидно, якісь невідомі нам легенди.
Характерною рисою пізньоскіфського мистецтва було поєднання в ньому двох і більше культур — місцевої та грецької, фракійської або сарматської. В окремих випадках їхні елементи настільки з'єднані, що виділити якийсь окремий неможливо. Цей синкретизм особливо помітний у пам'ятках монументальної пластики. В пізньоскіфській культурі проходив своєрідний синтез грецького та варварського мистецтв, характерний взагалі для доби пізньої античності на периферії античного світу.

## Ідеологічні уявлення
Перехід скіфів до осілого життя та землеробства відбився в релігійній свідомості суспільства. Важливе місце в пантеоні посіла богиня родючості скіфський аналог Деметри. Існував культ родоначальника скіфів Таргітая, семантично близького до Геракла. Атрибут останнього — теракотова палиця — знайдений на городищі Чайка, його ж уміщено на монеті Скілура. Одним із головних культів пізніх скіфів є культ вогню та домашнього вогнища, богинею якого була Табіті. Втіленням його були численні зольники на городищах, мініатюрні моделі олтариків, підставки для вогнищ, виконані у формі кінських голів, що їх знаходять на пізньоскіфських пам'ятках. З зображенням, на розписі склепу в Неаполі Скіфському, пізні скіфи, як і їхні предки VII—IV ст. до н. е., шанували праматір — змієногу богиню.
Поряд з антропоморфними культами в пізньоскіфському середовищі існували стародавні тотемічні та анімістичні вірування. Одне з головних місць тут посідав культ коня, що залишився від кочових предків. Про це свідчать покладення в могили кінської збруї та частини туші коня, численні зображення коней та вершників на розписах склепів і жител. Цікаво, що, як і в сарматів, у пізніх скіфів шанувався собака. Жертву собаки було принесено біля входу в мавзолей у Неаполі Скіфському, такі самі жертви приносили і в могильниках простого населення. Там у вхідних ямах склепів знайдено кістяки собак: після закриття склепу принесений у жертву пес мав «охороняти» вхід.
Еллінізація пізньоскіфської культури відбилася й у релігійній сфері. В Неаполі знайдено постаменти статуй із присвятами античним богам, уламки культових теракотових статуеток, поховання немовлят в амфорах.

## Поховальний обряд
Поховальний обряд пізніх скіфів також став значно відрізнятись від обрядів їхніх предків — кочовиків VII—IV ст. до н. е. Передусім, курганний спосіб поховання поступився місцем ґрунтовому. Проте, найперші пізньоскіфські поховання III—II ст. до н. е. (Тавель, курган біля городища Кермен-Кир, маєток Пастака Дорт-Оба) все ще здійснені в курганах. Далі з процесом формування культури узвичаївся новий поховальний обряд, і вже з кінця II ст. до н. е. домінують ґрунтові поховання. Некрополі розміщувалися за межами городищ, неподалік від них.
У пізніх скіфів провідним типом поховальної споруди був земляний склеп, який складався з прямокутної або овальної вхідної ями та короткого коридора-дромоса, що вів до поховальної камери. Вхід до неї закладався камінням. Конструктивно цей тип поховальної походить від степових скіфських катакомб V—IV ст. до н. е., тобто є власне скіфським. У таких склепах ховали кілька поколінь однієї родини, тому в них часто знаходять десятки кістяків.
Вплив античної культури зумовив специфіку мавзолею Неаполя Скіфського, усипальниці царського роду. Він виконаний в античних архітектурних традиціях, а в поховальному обряді широко застосовувалися кам'яні та дерев'яні саркофаги. Проникнення до Криму сарматів у І ст. н. е. спричинило появу поховальних споруд сарматських типів — простих прямокутних ям та могил із підбоями.
У Малій Скіфії Подунав'я відомий тільки один могильник — «Молога 2». Поховальні споруди тут — земляні склепи або катакомби. Подібні за конструкцією могили переважають на некрополях Нижнього Дніпра — в Золотій Балці, Миколаївці та Червоному Маяку. Сході поховальних споруд Мологи та нижньодніпровських некрополів свідчить про спорідненість населення, яке залишило їх. У І ст. н. е. на нижньодніпровських некрополях з'являються могили у вигляді ями з підбоєм, які належали сарматам, що мешкали серед пізньоскіфської людності.
Значно різноманітнішими є поховальні споруди кримських скіфів (могильники Усть-Альмінський, Завітне, Левадки, Кольчугине, східний некрополь Неаполя Скіфського тощо). Перш за все, це ті самі земляні склепи. Проте, на відміну від Нижнього Дніпра, в Криму у таких склепах ховали протягом кількох століть, і вони часом містять по кілька ярусів кістяків. Поширені ями з підбоями та прості ґрунтові ями. На пізніх пам'ятках (Дружне, Нейзац, Інкерман тощо) переважають вирубані у скелі склепи з колективними похованнями.